# Championnat d'Amérique du Nord masculin de volley-ball des moins de 21 ans 2008
Navigation
Mexique 2006 Canada 2010
Le 6e championnat d'Amérique du Nord de volley-ball masculin des moins de 21 ans s'est déroulé du 28 juin 2008 au 6 juillet 2008 à El Salvador, Salvador. Il a mis aux prises les huit meilleures équipes continentales.

## Équipes présentes
- Canada
- Cuba
- États-Unis
- Guatemala
- Mexique
- Porto Rico
- République dominicaine
- Salvador

## Classement final
| Place              | Équipe                 |
| ------------------ | ---------------------- |
| Médaille d'or      | Cuba                   |
| Médaille d'argent  | Canada                 |
| Médaille de bronze | États-Unis             |
| 4                  | Mexique                |
| 5                  | Porto Rico             |
| 6                  | République dominicaine |
| 7                  | Guatemala              |
| 8                  | Salvador               |